# 刘震理
刘震理（1985年6月26日—），中国足球运动员，司职守门员，现效力于中超球队青島黃海。曾在2008年北京奥运会男子足球小组赛中代表中国队出场对阵巴西队。